# Небулярная гипотеза
Небулярная гипотеза — наиболее широко принимаемая научной общественностью космогоническая теория, объясняющая формирование и эволюцию Солнечной системы. Теория предполагает, что Солнечная система сформировалась из туманности. Автором гипотезы выступил Иммануил Кант, опубликовав её в своей работе «Всеобщая естественная история и теория неба» (1755). Изначально применимая лишь к Солнечной системе, эта гипотеза формирования планетарных систем считается в общих чертах применимой ко всей остальной Вселенной. Широкое признание получил современный вариант Небулярной гипотезы — Небулярно-дисковая Солнечная модель, или проще: Солнечная небулярная модель. Небулярная гипотеза даёт объяснение целому ряду свойств Солнечной системы, включая близкие к круговым и расположенные в одной плоскости орбиты, и вращение планет в направлении вращения Солнца вокруг своей оси. Множество элементов Небулярной гипотезы нашли отражение в современных теориях формирования планет, но большая их часть претерпела изменения.
Согласно Небулярной гипотезе, звезды формируются в массивных и плотных облаках молекулярного водорода — молекулярных облаках. Эти облака гравитационно неустойчивы, и материя в них собирается в сгустки, вращается, сжимается и затем формирует звезды. Формирование звезды — комплексный и длительный процесс, который всегда создаёт вокруг молодой звезды газообразный протопланетный диск. Этот процесс нередко приводит к появлению планет, при недостаточно хорошо известных обстоятельствах. Таким образом, формирование планетной системы — естественный результат формирования звёзд. Солнцеподобные звезды формируются на протяжении примерно миллиона лет, а протопланетный диск формируется на протяжении последующих 10—100 миллионов лет.
Протопланетный диск представляет собой аккреционный диск, подпитывающий центральную звезду. Изначально очень горячий, диск постепенно остывает до стадии, близкой по типу к звёздным системам типа T Тельца; затем формирование пылевых песчинок приводит к появлению каменных и ледяных глыб. Сталкиваясь и слипаясь, глыбы формируют многокилометровые планетезимали. Если диск достаточно массивен, скоротечная аккреция вокруг планетезималей приводит к формированию в течение 100—300 тысяч лет протопланет размерами с Луну или Марс. Вблизи от звезды планетарные эмбрионы, пройдя через стадию слияний и поглощений, формируют несколько планет земной группы. Последняя стадия занимает от 100 миллионов до миллиарда лет.
Формирование планет-гигантов — более сложный процесс. Считается, что они формируются за так называемой снеговой линией, где планетарные эмбрионы в основном состоят из различных типов льдов. В результате они в несколько раз более массивны, чем внутренняя часть протопланетного диска. Что следует после формирования протопланеты — не до конца ясно. Немалая часть таких протопланет продолжает расти, достигая 5-10 земных масс— порогового значения, позволяющего начать аккрецию водород-гелиевого газа из диска. Накопление газа ядром — изначально медленный процесс, который длится миллионы лет, но по достижении массы в 30 Земных он начинает резко ускоряться. Планеты наподобие Юпитера и Сатурна, как считается, накапливали свою массу в течение всего 10 тысяч лет. Аккреция останавливается с исчерпанием запасов газа. Образовавшиеся планеты могут мигрировать на большие расстояния в процессе или после формирования. Ледяные гиганты наподобие Урана и Нептуна считаются неудавшимися ядрами протопланет, которые сформировались в момент почти полного исчерпания диска.

## История
Есть свидетельства, что частично небулярная гипотеза была предложена в 1734 Эммануилом Сведенборгом. Иммануил Кант, бывший хорошо знакомым с работой Сведенборга, развил теорию к 1755 году и опубликовал во Всеобщей естественной истории и теории неба, в которой он рассуждал о туманностях, которые, медленно вращаясь, постепенно сжимались и сглаживались под действием гравитации, постепенно формируя звезды и планеты.
Аналогичная модель была разработана и предложена в 1796 году Пьером-Симоном Лапласом. В своей книге Изложение мировой системы он предположил, что Солнце в древности имело расширенную звёздную атмосферу, покрывавшую собой весь современный объект Солнечной системы. Его теория признавала сжатие и охлаждение протосолнечного облака — протосолнечной туманности. Поскольку туманность охлаждалась и сжималась, она сплющивалась и вращалась быстрее, сбрасывая (или теряя) газообразные кольца материи, после чего планеты формировались из материи таких колец. Его модель напоминала модель Канта, за исключением большего количества деталей и меньших масштабов. Несмотря на то, что небулярная модель Лапласа доминировала на протяжении XIX столетия, она столкнулась с рядом трудностей. Основной проблемой была передача вращательного момента между Солнцем и планетами. Планеты получили 99 % вращательного момента, и этот факт небулярной моделью объяснить было нельзя. Как результат, эта теория формирования планет была в значительной степени пересмотрена в начале XX века.
Основная критика в XIX веке исходила от Джеймса Максвелла, который утверждал, что различное вращение между внутренними и внешними частями кольца не позволило бы материи уплотниться. Гипотеза подвергалась и критике астронома Дэвида Брюстера, который писал: «Те, кто верят в Небулярную гипотезу, уверены, что наша Земля получила свою твёрдую материю и атмосферу из кольца, покинувшего Солнечную атмосферу, которая затем уплотнилась в земноводную сферу, из которой затем исторглась Луна схожим манером.» Он утверждал, что при таком видении, «Луна должна была унести с собой воду и воздух с Земли и обладать атмосферой.» Брюстер утверждал, что религиозные убеждения времён Исаака Ньютона рассматривали небулярные идеи как тенденцию к атеизму, и цитировал его: «произрастание новых идей из старых, без заступничества божественной силы, кажется мне абсурдным».
Падение Лапласовой модели стимулировало учёных искать замену. На протяжении XX века было предложено много теорий, включая планетезимальную теорию Томаса Чамберлена и Фореста Молтона (1901), приливную модель Джинса (1917), аккреционную модель Отто Шмидта (1944), протопланетную теорию Уильяма Маккри (1960) и теория захвата Майкла Вульфсона. В 1978 Эндрю Прентис вспомнил об изначальных идеях, изложенных Лапласом, и создал современную Лапласову теорию. Ни одна из попыток создать полноценную теорию не увенчалась успехом, а многие из них имели лишь образный характер.
Рождение современной и общепринятой теории формирования планетарного диска — Небулярно-дисковой Солнечной модели — можно отнести к советскому астроному Виктору Сафронову. Его книга Эволюция допланетного облака и образование Земли и планет, переведённая на английский в 1972, произвела долговременный эффект на научное мышление о формировании планет. В книге были сформулированы практически все проблемы планетарного формирования, и многие из них решены. Труд Сафронова нашёл продолжение в работах Джорджа Ветрелла, который открыл скоротечную аккрецию Изначально применимая к Солнечной системе, Солнечная небулярная модель стала считаться теоретиками применимой и к остальным планетам Вселенной, которых в нашей Галактике на 1 июня 2016 года известно 3422.

## Солнечная небулярная модель: достижения и проблемы

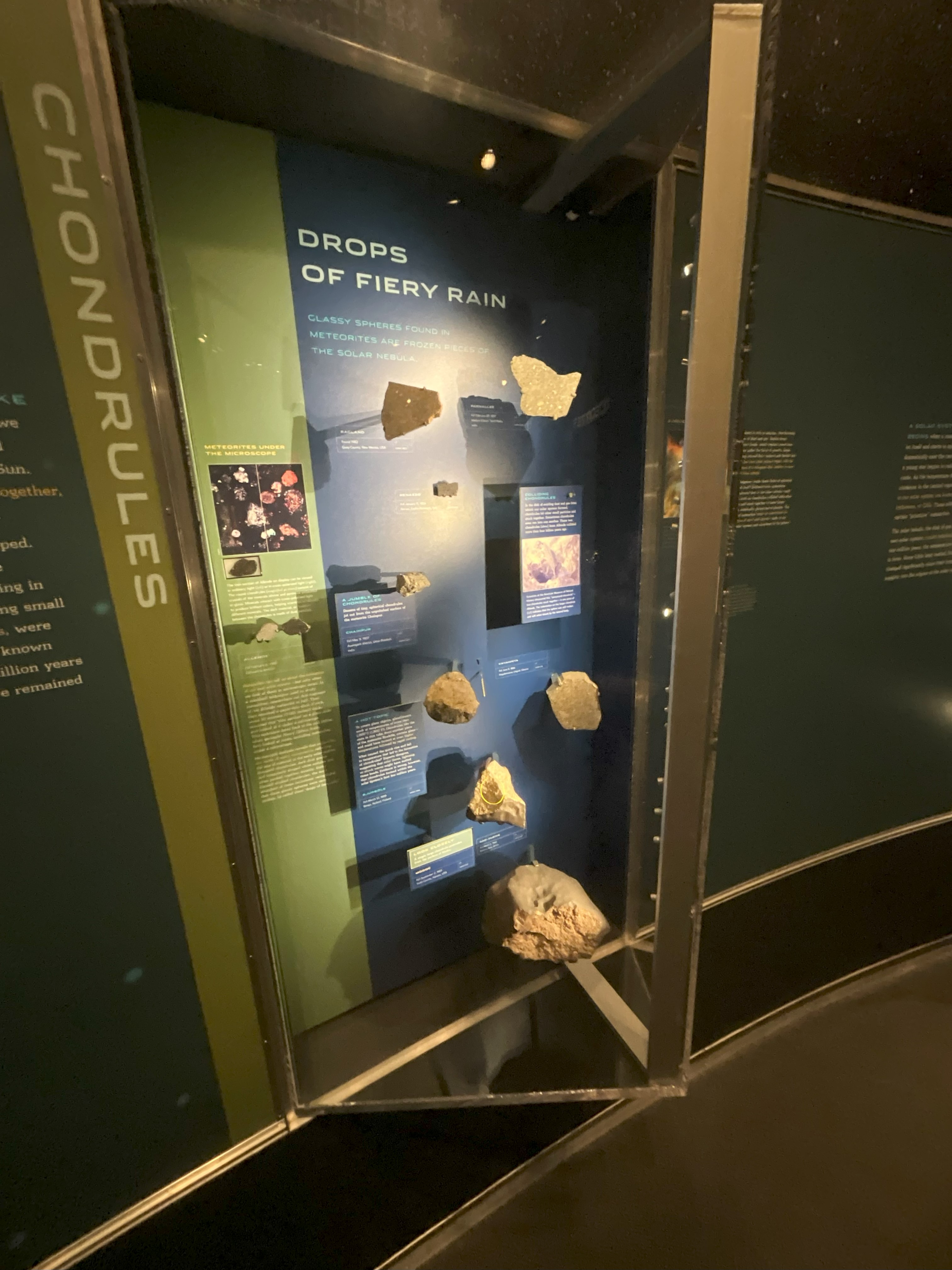
Следы солнечной туманности в виде пузырьков на фрагментах метеоритов. Американский музей естественной истории

### Достижения
Процесс формирования звезды естественным путём приводит к появлению аккреционного диска вокруг «молодых звёздных объектов». При достижении возраста в примерно 1 миллион лет, 100 % звёзд обладают такого рода диском. Вывод подтверждается открытиями газовых и пылевых облаков вокруг протозвёзд и звёзд типа T Тельца, а также теоретическими соображениями. Наблюдения за дисками позволяют говорить о том, что частицы пыли внутри них растут в размерах на протяжении тысячелетий, превращаясь в частицы размером около 1 сантиметра.
Процесс аккреции, с помощью которого километровые планетезимали вырастают в 1,000 км небесные тела, сейчас хорошо понятен. Этот процесс начинается в любом диске, когда плотность планетезималей становится достаточно высокой, и протекает безудержно и в скоротечной манере. Позднее прирост замедляется и идёт с перебоями. Конечным результатом являются протопланеты разных размеров и на разной дистанции от звезды. Разного рода симуляции этого процесса сходятся в одном — слияние протопланет во внутренней части протопланетного диска приводит к формированию нескольких небесных тел, размерами схожими с Землёй. Таким образом, происхождение планет Земной группы считается практически установленным и бесспорным.

### Текущие проблемы
Физика аккреционых дисков вызывает множество вопросов. Одна из интереснейших загадок — каким образом материя, аккрецируемая звездой, утрачивает свой вращательный момент? Возможный ответ нашёл Ханнес Альвен, предположив, что момент тормозится солнечным ветром на стадии T Тельца. Затем вращательный момент транслируется внешним областям диска за счёт «вязкостного рассеяния». Вязкость создаётся за счёт макроскопических турбулентностей, но механизм, вызывающий саму турбулентность, не слишком хорошо известен. Другой возможный процесс, тормозящий вращательный момент — магнитное торможение, когда вращение звезды передаётся окружающему протопланетному диску через магнитное поле. Основные процессы, отвечающие за исчезновение газа из диска — вязкостное рассеивание и фотоиспарение.
Формирование планетезималей — ещё одна загадка Солнечной небулярной модели. Каким образом частицы размерами в 1 см слипаются в 1 км планетезимали? Разгадка этого механизма станет своего рода ключом к пониманию, почему у одних звёзд есть планеты, тогда как у прочих нет даже пылевых дисков.
Формирование временной шкалы для планет-гигантов когда-то было проблемой. Старые теории не могли объяснить, каким образом их ядра могли сформироваться достаточно быстро, чтобы притянуть большие объёмы газа из стремительного исчезающего протопланетного диска. Средний срок жизни такого диска (иногда менее 10 миллионов (107) лет) оказался короче, чем время, необходимое на формирование ядра. Современная же модель опирается на тот факт, что такая планета, как Юпитер (или более массивные планеты), может сформироваться и менее чем за 4 миллиона лет, что отлично сочетается со средним сроком жизни газовых дисков.
Ещё одной проблемой теории являются орбитальные миграции. Множество вычислений утверждают, что взаимодействия с диском могут приводить к краткосрочным миграциям планет-гигантов к внутренним районам системы, что, если не будет остановлено, может привести к достижению «центральных районов системы, оставаясь в виде протоюпитера (планеты, уступающей по массе Юпитеру и Сатурну, но всё же являющейся планетой-гигантом) .» Более современные вычисления учитывают эволюцию и расширение протопланетных дисков, что исключает такого рода теоретические коллизии.

## Формирование звёзд и протопланетных дисков

### Протозвёзды

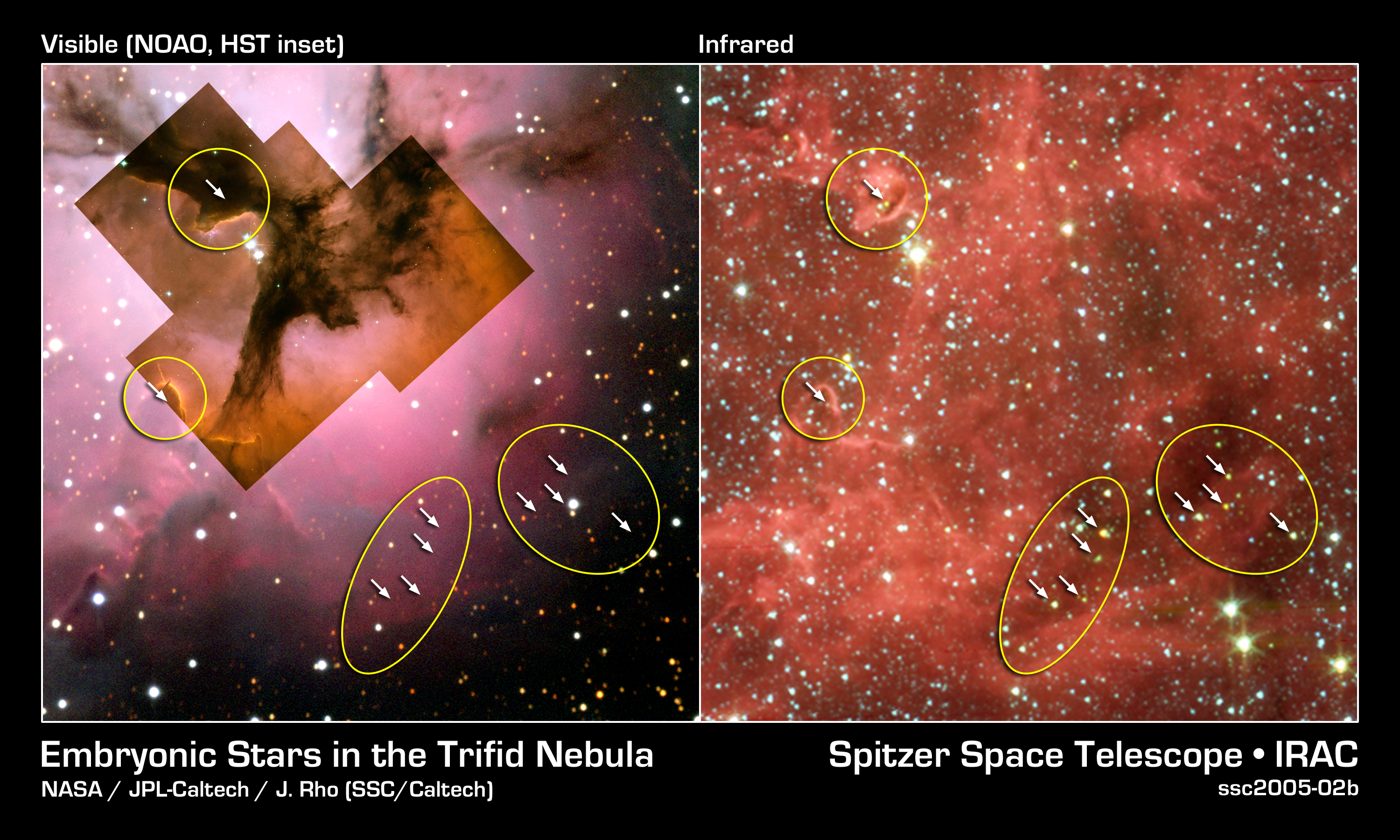
Видимый свет (слева) и инфракрасное изображение (справа) Тройной туманности — гигантского региона звездообразования на расстоянии в 5,400 световых лет от Солнца в созвездии Стрельца

Звезды, как принято считать на данный момент, формируются в гигантских облаках из холодного водорода массой примерно в 300 тысяч раз больше массы Солнца и около 20 парсеков в диаметре. На протяжении миллионов лет облака коллапсируют и претерпевают фрагментацию. Фрагменты затем становятся небольшими, плотными сферами, которые далее сжимаются до звёздных размеров. Сферы, в зависимости от фракции, могут достигать до нескольких Солнечных масс и зовутся протозвёздными (протосолнечными) туманностями. Они могут достигать диаметров в 0.01-0.1 парсек (2,000-20,000 астрономических единиц) и обладать плотностью частиц от 10,000 до 100,000 см−3.
Коллапс протозвёздной туманности с солнечной массой занимает порядка 100 тысяч лет. Каждая туманность в процессе притяжения газа и пыли приобретает определённый вращательный момент. Газ в центральной части туманности с относительно низким вращательным моментом претерпевает быстрое сжатие и формирует горячее гидростатичное (не сжатое) ядро, содержащее небольшую часть исходной массы туманности. Со временем это ядро и становится звездой. После того как коллапс подходит к концу, начинает работать механизм сохранение вращательного момента, что вызывает значительное ускорение вращения падающего на звезду газа — ядро словно скидывает оболочку. Газ выбрасывается наружу вблизи экваториальной плоскости, формируя диск, который в свою очередь аккрецирует обратно на ядро. Ядро постоянно прирастает в массе, пока не станет юной и горячей протозвездой. На этой стадии протозвезда и её диск сильно затемняются оседающей оболочкой туманности из материи и не могут наблюдаться непосредственно. Иногда непрозрачность такой оболочки доходит до такой степени, что сквозь него не пробивается даже миллиметровая радиация. Такие объекты наблюдаются как яркие сгустки, излучающие в основном в миллиметровом и субмиллиметровом диапазоне. Они классифицируются как протозвезды спектрального класса 0. Коллапс нередко сопровождается биполярным истечением струй газа, вращающихся вдоль оси вращения диска. Такие струи нередко можно увидеть в регионах звездообразования (см. объекты Хербига-Аро). Светимость протозвёзд спектрального класса 0 очень высокая — протозвезда солнечной массы может светить в 100 раз ярче Солнца. Источник их энергии — Гравитационный коллапс, так как их ядра ещё недостаточно горячи для термоядерной реакции.

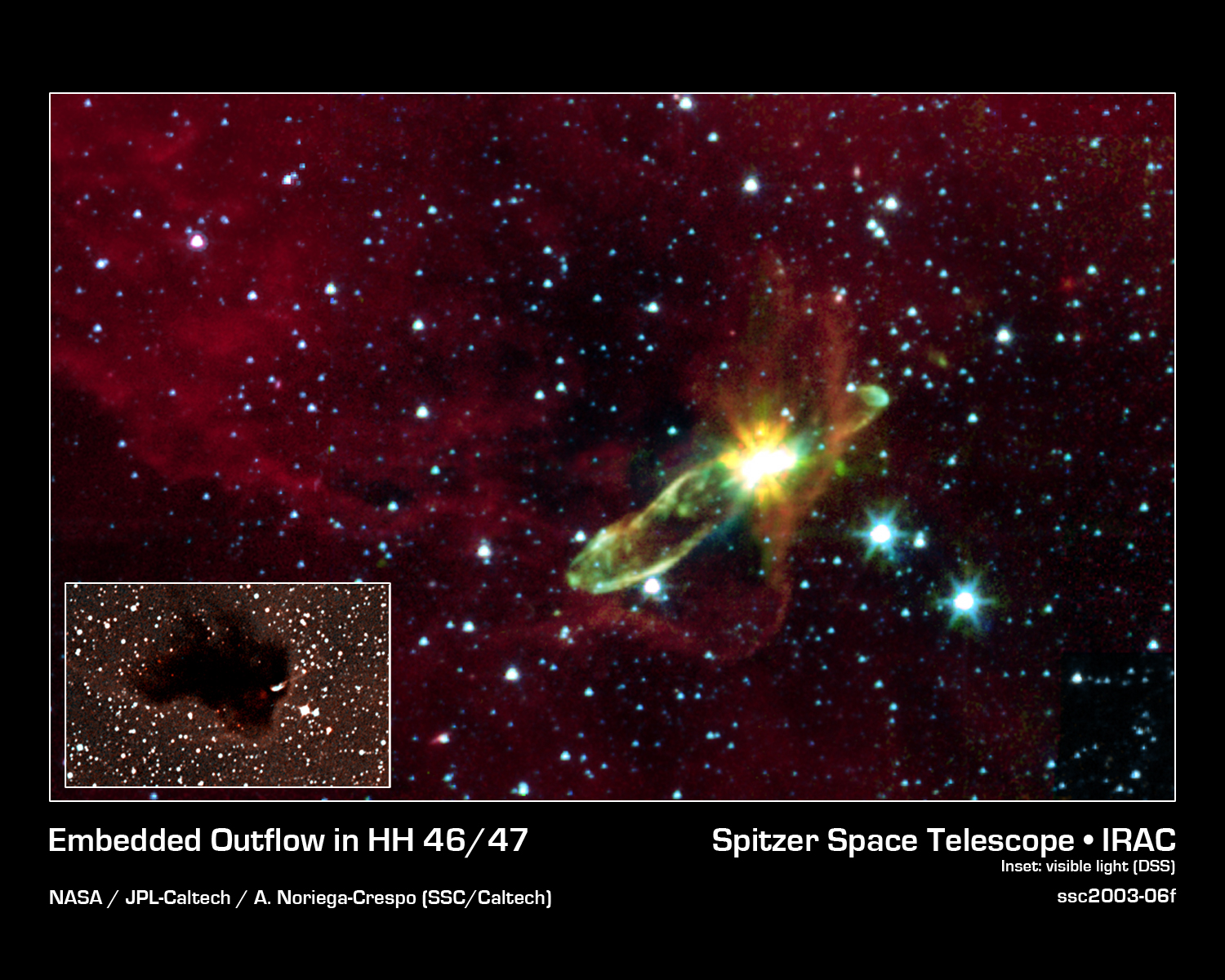
Инфракрасное изображение молекулярного газа, покидающего скрытую новорождённую звезду HH 46/47

После того как выпадение материи на диск прекращается, оболочка, окружающая звезду, становится тоньше и прозрачней, позволяя наблюдать «молодой звёздный объект», изначально в дальней инфракрасной части спектра, затем визуально. Примерно в это время происходит запуск термоядерной реакции дейтерия. Если звезда достаточно массивна (более 80 масс Юпитера) — начинается термоядерная реакция с водородом. Однако если масса слишком мала — объект превращается в коричневый карлик. Рождение новой звезды происходит примерно через 100 тысяч лет после начала коллапса. Объекты на этой стадии известны как протозвезды класса I, которые также называют юными звёздами типа T Тельца, эволюционирующими протозвёздами, или молодыми звёздными объектами. К этому моменту формирующуюся звезда аккрецировала большую часть массы изначальной туманности: совокупная масса диска и остающейся оболочки не превышает 10-20 % от массы молодого звёздного объекта.
На последующем этапе оболочка полностью исчезает, полностью войдя в состав диска, и протозвезда становится классической звездой типа T Тельца. Это происходит примерно через миллион лет после коллапса. Масса диска вокруг классической звезды типа T Тельца — примерно 1-3 % от массы звезды, и он аккрецируется на скорости примерно от 10−7 до 10−9 масс Солнца в год. Пара биполярных струй на тот момент ещё остаётся. Аккреция объясняет все специфичные свойства звёзд типа T Тельца: сильно выраженные эмиссионные линии (до от 100 % собственной светимости звезды), магнитную активность, фотометрическую переменность и «струи». Сильные эмиссионные линии фактически вызваны моментом соприкосновения аккрецируемого газа с «поверхностью» звезды в местах нахождения её магнитных полюсов. Струи — побочный продукт аккреции: они уравновешивают избыточный момент импульса. Классическая стадия звезды типа T Тельца длится около 10 миллионов лет. Диск постепенно исчезает из-за аккреции на звезду, формирования планет, извержения струй и фотоиспарения УФ-радиацией с центральной и ближайших звёзд. В результате молодая звезда становится слабо выраженной звездой типа Т Тельца, которая медленно, в течение сотен миллионов лет, эволюционирует в обычную солнцеподобную звезду.

### Протопланетные диски

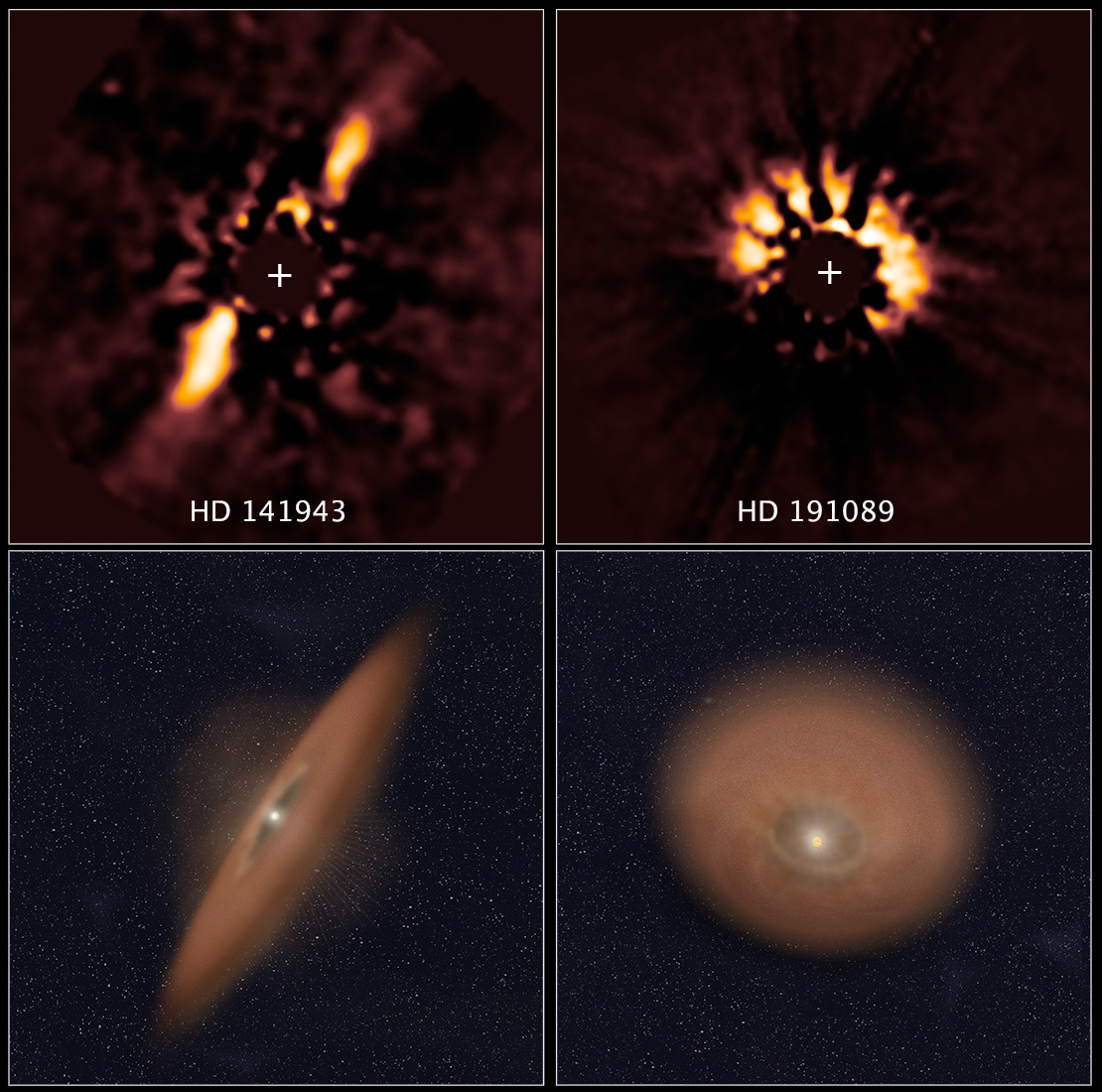
Остаточный диск, обнаруженный телескопом Хаббл вокруг молодых звёзд HD 141943 и HD 191089, (24 апреля 2014).

При определённых обстоятельствах диск, который уже можно назвать протопланетным, может дать рождение планетной системе Протопланетные диски наблюдаются вокруг очень высокой доли звёзд в юных звёздных скоплениях. Они существуют с самого начала формирования звёздной системы, но на самых ранних стадиях являются невидимыми из-за непрозрачности окружающей оболочки. Диски вокруг протозвёзд класса 0 считаются массивными и горячими. Это аккреционный диск, который подпитывает центральную протозвезду. Температура может быть до 400 K внутри 5 астрономических единиц, и 1,000 K внутри 1 а. е. Нагрев диска прежде всего обусловлен вязкостным рассеиванием турбулентности внутри него и падением газа из туманности. Высочайшая температура во внутренней части диска заставляет испаряться большинство летучих веществ — воду, органику и немалую часть горных пород, оставляя лишь самые огнеупорные элементы вроде железа. Лёд имеет шансы сохраниться лишь в наружной части диска.

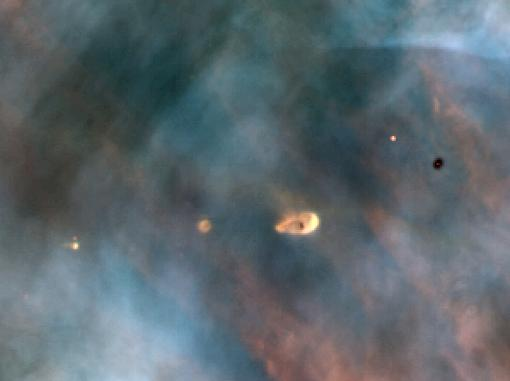
Протопланетный диск, формирующийся в туманности Ориона

Основная загадка в физике аккреционных дисков — это механизмы, вызывающие турбулентность и отвечающие за высокоэффективную вязкость. Турбулентности и вязкость, как считается, ответственны за перенос массы к центральной протозвезде и вращательного момента к периферии. Это очень важно для аккреции, потому что газ может быть поглощён центральной протозвездой только потеряв большую часть своего вращательного момента, который иначе заставляет некоторую часть газа дрейфовать к периферии системы. Результатом этого процесса является рост как протозвезды, так и диска, достигающего порой радиуса порядка 1,000 а. е., если вращательный момент изначальной туманности был достаточно высок. Большие диски не редкость во многих областях звёздообразования, например, в туманности Ориона.
Срок жизни аккреционного диска составляет около 10 миллионов лет. К тому моменту звезда достигает стадии звёзд типа классической T Тельца, и диск становится тоньше и холоднее. Менее летучие вещества начинают конденсироваться ближе к центру, формируя 0.1-1 мкм пылевые зерна, содержащие кристаллические силикаты. Материя из внешнего диска может смешивать эти новообразования из космической пыли с первичными, которые содержат органику и летучие элементы. Такое смешение объясняет некоторые особенности в составе тел Солнечной системы, например, наличие межзвёздной пыли в примитивных метеоритах и тугоплавкие включения в кометах.

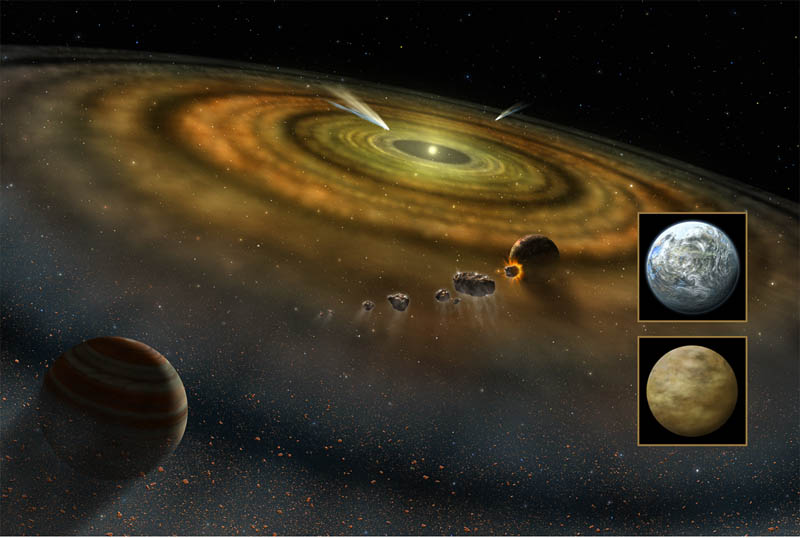
Процесс формирования планет, включая экзокометы и планетезимали вокруг Беты Живописца, очень молодой звезды класса A V (изображение НАСА).

Частицы пыли, как правило, слипаются друг с другом в плотной среде диска, что ведёт к образованию более крупных частиц до нескольких сантиметров диаметром. Признаки перемещения и слипания пыли астрономы могут наблюдать в инфракрасных спектрах молодых дисков. Дальнейшие объединения приводят к формированию планетезималей до 1 км диаметром или крупнее, которые служат «строительными блоками» для планет. Формирование планетезималей в подробностях представляет пока ещё загадку, потому что обычное слипание становится неэффективным с увеличением размеров частиц.
Согласно одной из гипотез, за образование планетезималей отвечает гравитационная неустойчивость. Частицы размером в несколько сантиметров или крупней медленно оседают вблизи плоскости диска, образуя относительно тонкий и плотный слой менее чем 100 км толщиной. Слой гравитационно неустойчив и может распадаться на отдельные сгустки, коллапсирующие в планетезимали. Однако различное ускорение газового диска и твёрдых частиц вблизи от плоскости может служить причиной турбулентности, которая предотвращает слишком сильное уменьшение диска в толщину и фрагментацию из-за гравитационной неустойчивости. Это может ограничить предел образования планетезималей через гравитационную нестабильность до определённых областей диска, где велика концентрация твёрдых частиц.
Ещё один возможный механизм формирований планетезималей — потоковая нестабильность, в ходе которой движение частиц сквозь газ создаёт эффект обратной связи, способствующий росту локальных скоплений пыли. Эти локальные скопления, проходя сквозь газовые облака, создают участки относительно чистого пространства, сквозь которое частицы движутся без сопротивления среды. Эти скопления начинают обращаться по орбите быстрее, испытывая небольшие радиальные колебания. Отдельные частицы присоединяются к этому скоплению, так как движутся ему навстречу, либо догоняются скоплением, что способствует приросту в массе. В конечном счёте эти скопления формируют массивные протяжённые «нити», претерпевающие фрагментацию и коллапсирующие в планетезимали размером с крупные астероиды.
Формирование планет может быть также вызвано и гравитационной неустойчивостью в самом диске, которая приводит к его фрагментации в комки. Некоторые из них, при достаточной плотности, проходят через коллапс, что может привести к быстрому формированию газовых гигантов и даже коричневых карликов всего за тысячу лет. Если такого рода скопления мигрируют ближе к звезде во время коллапса, приливные силы от звезды вызывают утрату тела в массе, уменьшая размеры будущей планеты. Однако такое возможно лишь в массивных дисках, более массивных, чем 0.3 солнечных масс. Для сравнения, обычный размер диска — 0.01-0.03 масс Солнца. Так как массивные диски редки, считается, что такой механизм формирования — большая редкость. С другой стороны, такого рода процесс может играть немаловажную роль в формировании коричневых карликов.

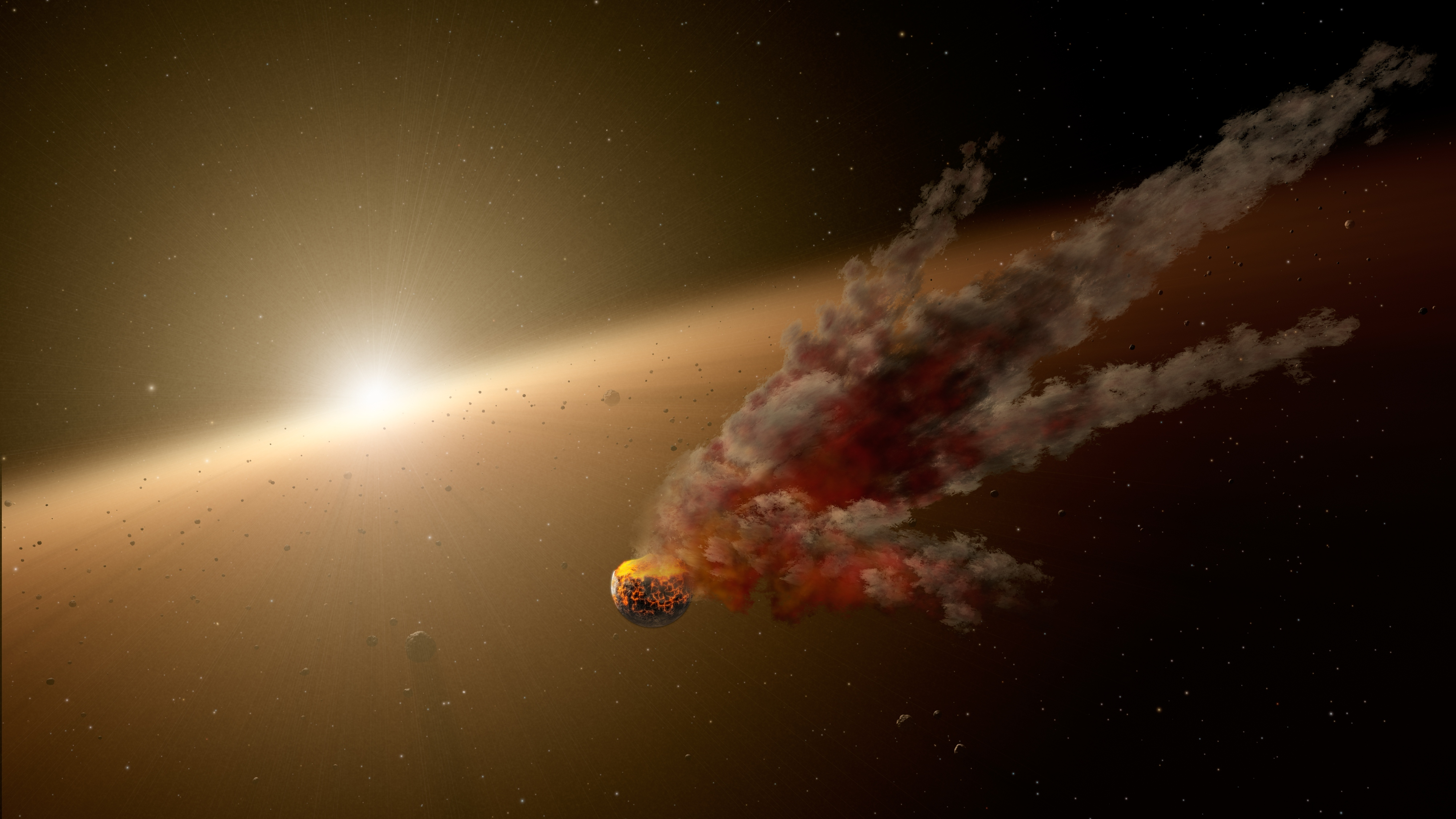
Столкновения астероидов создают планеты (фантазия художника).

Полное рассеяние протопланетного диска инициируется рядом механизмов. Внутренняя часть диска либо аккрецируется звездой, либо выбрасывается в виде биполярных струй, тогда как внешняя часть диска подвергается фотоиспарению под мощным ультрафиолетовым излучением на стадии звезды типа T Tельца или от ближайших звёзд. Газ в центральной части диска может быть либо аккрецирован, либо исторгнут наружу системы растущими планетами, тогда как небольшие частицы пыли исторгнуты световым давлением центральной звезды. В конечном счёте, остаётся либо планетарная система, либо остаточный диск без планет, или ничего, если планетезимали не смогли сформироваться.
Так как планетезималей очень много, и они раскиданы по протопланетному диску, некоторые переживают формирование планетарной системы. Астероиды считаются оставшимися планетезималями, которые сталкивались и разбивались на меньшие куски, тогда как кометы — это планетезимали из дальних пределов протопланетной системы. Метеориты — небольшие планетезимали, падающие на поверхность планет, именно им мы обязаны немалым массивом информации о формировании планетных систем. Метеориты примитивного типа представляют собой осколки маломассивных планетезималей, не проходивших термическую дифференциацию, тогда как «обработанные метеориты» — останки расколовшихся массивных планетезималей, успевших пройти такого рода процесс.

## Формирование планет

### Землеподобные планеты
Согласно Солнечной небулярной модели диска, планеты земной группы формируются во внутренней части протопланетного диска, внутри снеговой линии, где температура достаточно высока чтобы предотвратить слипание водяного льда и других веществ в зерна. Это приводит к соединению чисто горных пород, и далее формированию каменных планетезималей. Такие условия как полагают, существуют во внутренней части протопланетного диска, на расстоянии до 3-4 а. е. у солнцеподобных звёзд.
После появления целой череды небольших планетезималей — около 1 км диаметром, начинается скоротечная аккреция Она зовётся скоротечной так как скорость прироста массы пропорциональна R4~M4/3, где R и M радиус и масса растущего тела, соответственно.Ускоренный прирост планетезималей напрямую привязан к набранной массе объекта. Потому, большие планетезимали растут преимущественно за счёт мелких. Скоротечная аккреция длится от 10,000 до 100,000 лет, и подходит к концу когда крупнейшие планетезимали достигают более 1,000 км в диаметре. Торможение аккреции обусловлено гравитационными возмущениями оказываемыми крупными телами на прочие планетезимали. Таким образом, воздействие крупных небесных тел тормозит прирост небольших.
Следующий этап формирования, называется олигархической аккрецией. Этап характеризуется преобладанием нескольких сотен крупнейших объектов — «олигархов», медленно обрастающих меньшими планетезималями. Другие планетезимали не растут, а лишь поглощаются. На этом этапе скорость аккреции пропорциональна R2, что является производной от поперечного сечения «олигарха». Также, определённая скорость аккреции пропорциональна M−1/3; и понижается с приростом тела. Это позволяет небольшим олигархам, догонять по размерам крупные. Олигархи сохраняют между собой дистанцию в примерно 10·Hr (Hr=a(1-e)(M/3Ms)1/3 — «радиусов Хилла», где a — большая полуось, e — эксцентриситет, и Ms — масса центральной звезды) друг от друга, под воздействием остающихся планетезималей. Их орбитальный эксцентриситет и наклонение, остаются небольшими. Олигархи продолжают прирастать в массе до тех пор, пока планетезимали в диске вокруг них не будут исчерпаны. Иногда близкие друг к другу «олигархи» сливаются. Конечная масса «олигарха» зависит от расстояния до звезды, и поверхностной плотности планетезималей составляющих его массу. Такая масса в планетологии зовётся «изоляционной» — и означает что растущая планета стала изолирована от прочих, аккрецировав на себя всю массу в локальной области, тем самым прекратив процесс аккреции. Для каменистых планет это порядка 0.1 Земных масс, или порядка массы Марса. Окончательный итог олигархического этапа: формирование около 100 планетоидов размерами от Луны до Марса, равномерно отстоящих друг от друга на 10·Hr. Считается что они располагаются в интервалах внутри диска, и разделены кольцами от остающихся планетезималей. Этот этап как считается длится несколько сот тысячелетий.
Последняя стадия формирования планет земной группы зовётся — стадией слияния. Она начинается когда остаётся лишь небольшое количество планетезималей и протопланеты становятся достаточно массивными, чтобы влиять друг на друга и делать орбиты хаотичными. На этом этапе протопланеты выталкивают с орбиты или поглощают оставшиеся планетезимали, и сталкиваются друг с другом. В результате этого процесса, который длится от 10 до 100 миллионов лет, формируется ограниченное количество планет размером с Землю. Симуляции указывают на то, что примерное количество остающихся в результате планет земной группы колеблется от 2 до 5. Для Солнечной системы таким примером служат Земля с Венерой. Формирование обеих планет потребовало слияния от 10 до 20 протопланет, и примерно равное число сошло с орбит и покинуло Солнечную систему. Считается что протопланетам, из Пояса астероидов мы обязаны водой на Земле. Марс и Меркурий возможно являются оставшимися протопланетами пережившими конкуренцию. Планеты Земной группы, прошедшие слияния, оседают в конечном счёте на более стабильных орбитах.

### Планеты-гиганты

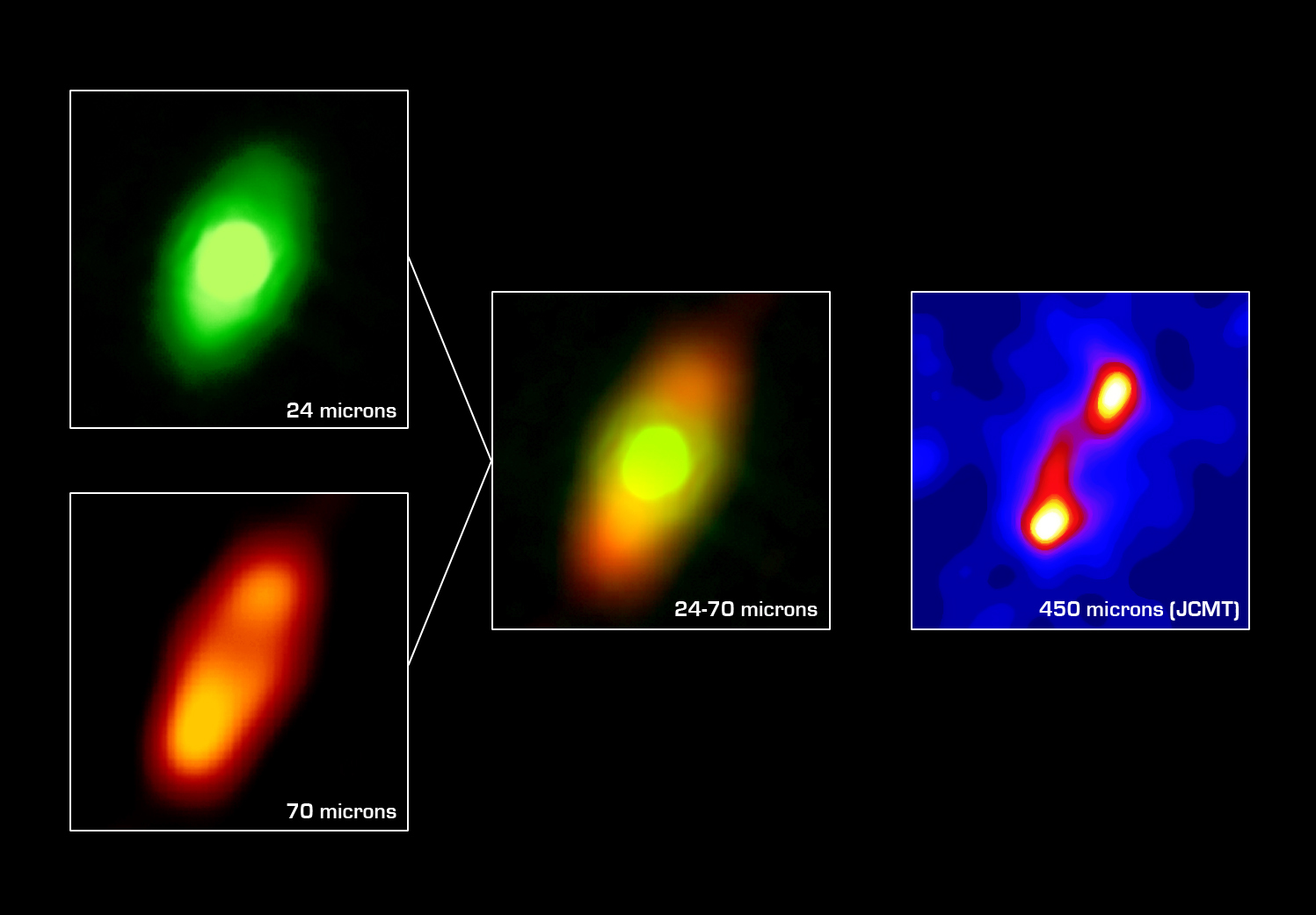
Пылевой диск вокруг Фомальгаута — ярчайшей звезды в созвездии Южной Рыбы. Асимметрия диска вызвана скорее всего планетой-гигантом (или планетами) на орбите.

Формирование гигантских планет — одна из загадок планетологии. В рамках Солнечной небулярной модели есть две гипотезы их формирования. Первая: модель дисковой нестабильности, исходя из которой планеты-гиганты появляются благодаря гравитационной фрагментации. Вторая гипотеза: модель ядерной аккреции,также называемая модель ядерной нестабильности. Последняя гипотеза считается наиболее перспективной, потому что объясняет формирование планет-гигантов в относительно маломассивных дисках (менее 0.1 Солнечной массы). Исходя из этой гипотезы, формирование планет-гигантов разбито на две стадии: a) аккрецию ядра массой в примерно 10 Земных масс, и б) аккрецию газа из протопланетного диска. Любая из двух гипотез может также приводить к образованию коричневых карликов. Наблюдения на момент 2011 года обнаружили, что ядерная аккреция — доминирующий механизм формирования.
Формирование ядер планет-гигантов, как считается, происходит похожим образом и на землеподобных планетах. Оно начинается с планетезималей, подвергающихся быстрому росту, и сменяется более медленной олигархической стадией. Гипотезы не прогнозируют стадию слияния, из-за низкой вероятности столкновений между протопланетами во внешних частях планетарной системы. Дополнительное отличие: состав планетезималей, которые в случае планет-гигантов образуются за пределами снеговой линии и состоят в основном из льда, или льда в соотношении с горными породами 4 к 1. Это в среднем увеличивает массу планетезималей в 4 раза. Однако, туманность минимальной массы, способная создать землеподобные планеты, может сформировать лишь 1-2 ядра массой с Землю, на орбите Юпитера (5 а. е.) в течение 10 миллионов лет. Последнее число: среднее время жизни газового диска вокруг Солнцеподобной звезды. Есть несколько решений такой несостыковки: недооценка массы диска — десятикратного увеличения хватило бы на формирование планет-гигантов на окраине; протопланетная миграция, которая могла бы позволить аккрецировать больше планетезималей; и, в конечном счёте, усиленная аккреция за счёт лобового сопротивления газа, в газообразных оболочках протопланет. Комбинации из вышеприведённых идей могут объяснить формирование ядер газовых гигантов вроде Юпитера, и возможно даже Сатурна. Формирование планет вроде Урана и Нептуна более загадочно, так как ни одна теория не объясняет формирование их ядер на дистанциях в 20-30 а. е. от центральной звезды. По одной из гипотез, они проходят аккрецию в том же регионе что и Юпитер с Сатурном, затем сходят с орбиты под возмущениями более крупных тел и остаются на текущей дистанции. Ещё одна из возможностей: прирост ядер планет-гигантов через «галечную аккрецию». В ходе «галечной аккреции» объекты, имеющие диаметр от сантиметра до метра, падают по спирали на массивное тело, подвергаясь торможению за счёт газового лобового сопротивления, и в результате аккрецируются. Прирост через галечную аккрецию может проходить в 1000 раз быстрее, чем при аккреции планетезималей.
После набора массы примерно в 5-10 Земных, планеты гиганты начинают собирать газ из окружающего их диска. Изначально это медленный процесс, увеличивающий массу ядра до 30 Земных в течение нескольких миллионов лет. После набора достаточной массы, аккреция повышается во много раз, и остающиеся 90 % массы планеты-гиганты набирают примерно за 10,000 лет. Аккреция газа прекращается с исчерпанием запасов диска. Это происходит постепенно, за счёт появления в диске «щелей» и рассеивания диска в целом. Исходя из доминирующей модели, Уран с Нептуном — неудавшиеся ядра, приступившие к аккреции газа слишком поздно, когда почти все запасы газа в системе были исчерпаны. После скоротечной аккреции газа начинается миграция недавно сформировавшихся планет-гигантов и фаза медленной аккреции. Миграция вызывается взаимодействием между планетами в расчищенных участках и остающимся диском. Она прекращается с исчерпанием диска или при достижении границ диска. Последний случай актуален в связи с так называемыми горячими Юпитерами, которые прекращают свою миграцию, достигнув внутренних частей планетарных систем.

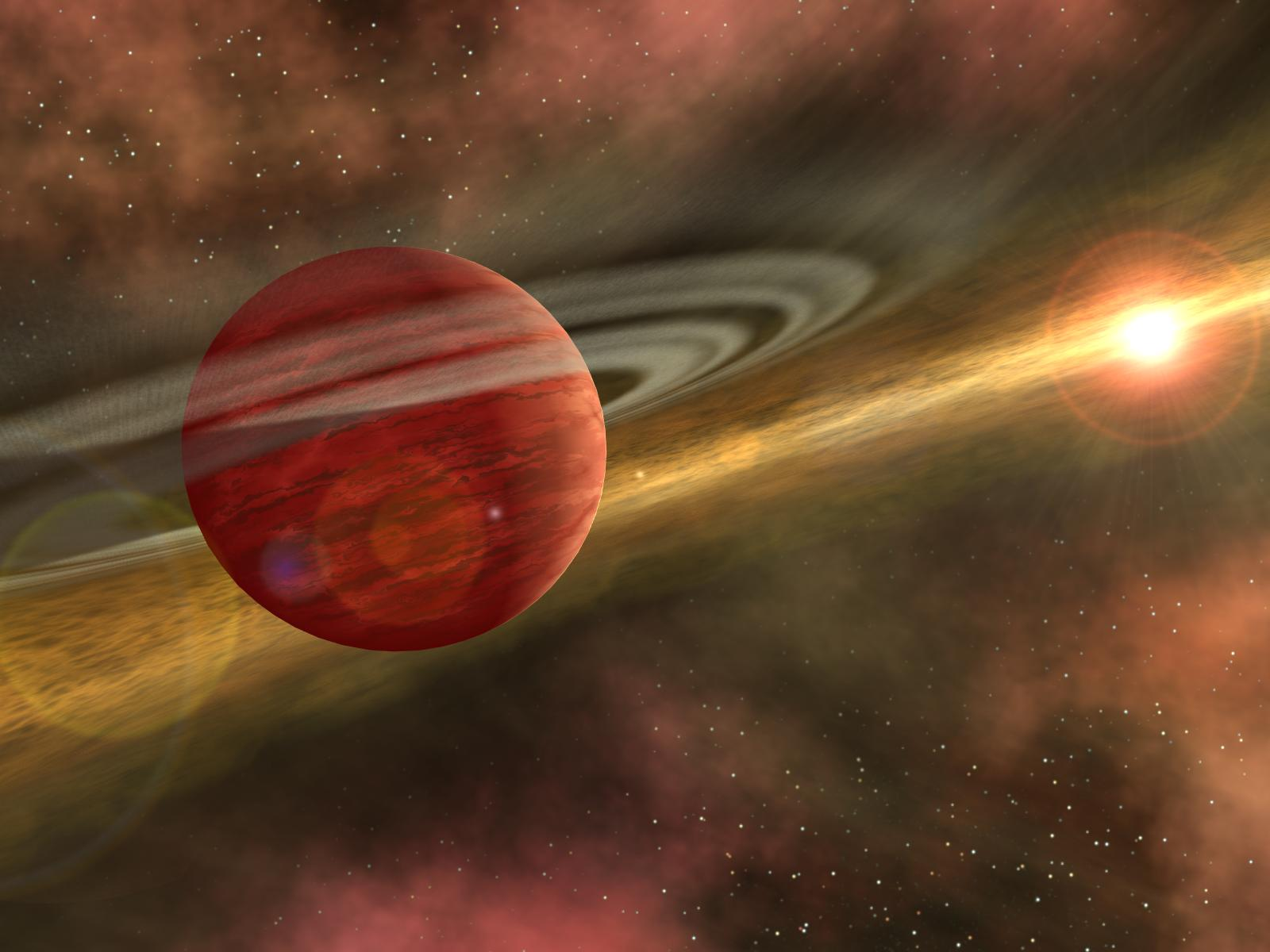
На этом рисунке художника, планета движется через расчищенное пространство (щель) пылевого диска, вблизи от звезды.

Планеты-гиганты могут оказывать значительное влияние на землеподобные планеты на этапе формирования. Присутствие гигантов оказывает влияние на эксцентриситет и наклонение (см механизм Козаи) планетезималей и протопланет во внутреннем регионе (внутри 4 а. е. в случае Солнечной системы). Если планеты-гиганты формируется слишком рано, они могут предотвратить или остановить аккрецию во внутренней части системы. Если они формируются ближе к концу олигархической стадии, как это, скорее всего, было в Солнечной системе, они будут влиять на слепление протопланет, делая его более усиленным. В результате этого процесса число земплеподобных планет уменьшится, и они станут более массивными. В дополнение, размер системы сократится, поскольку землеподобные миры сформируются ближе к звезде. Воздействие планет-гигантов в Солнечной системе, в частности Юпитера, было относительно ограниченно, так как они были достаточно удалены от землеподобных планет.
Регион планетарной системы, прилегающий к планетам-гигантам, будет претерпевать множество воздействий. В большей части регионов эксцентриситет протопланет может оказаться настолько высоким, что протопланеты, проходящие вблизи от планет-гигантов, рискуют покинуть пределы системы. Если пределы системы покинут все протопланеты, то никаких планет в данном регионе не сформируется. В дополнение к тому остаётся огромное количество мелких планетезималей, потому что планеты-гиганты не могут очистить все пространство без помощи протопланет. Совокупная масса оставшихся планетезималей будет небольшой, так как протопланеты, прежде чем покинуть пределы системы, соберут порядка 99 % малых небесных тел. Такой регион, в конечном счёте, станет напоминать пояс астероидов, наподобие того что расположен в Солнечной системе, между 2 и 4 а. е. от Солнца.

## Значение аккреции
Использование термина аккреционный диск применительно к протопланетному диску приводит к путанице в понимании процесса планетарной аккреции.
Протопланетные диски нередко называют аккреционными, из-за того что на стадии молодых звёзд типа T Тельца протозвезды всё ещё поглощают газы, падающие на их поверхность из внутренних районов диска. В аккреционном диске это поток масс от больших радиусов к меньшим.
Однако, это не следует путать с аккрецией, формирующей планеты. В данном контексте, аккреция относится к процессу слипания охлаждённых, отвердевших частиц пыли и льда на орбите протозвезды в протопланетном диске, а также к процессам столкновения, слипания и прироста, вплоть до высокоэнергетических столкновений между крупными планетезималями.
К тому же, планеты-гиганты, возможно, и сами могут обладать аккреционными дисками (в первоначальном значении этого слова). Облака из захваченного гелия и водорода вытягиваются, раскручиваются, сплющиваются и оседают на поверхность гигантской протопланеты, тогда как твёрдые тела в пределах такого диска превращаются в будущие спутники планеты-гиганта.